# Glypta tamanukii
Glypta tamanukii là một loài tò vò trong họ Ichneumonidae.